# 日本スクールコーチ協会
日本スクールコーチ協会（にほんスクールコーチきょうかい）は、生徒・学生をサポートするスクールコーチの育成・普及を目指す非営利団体法人（NPO）。NLP（神経言語プログラミング）コーチング等の講座を提供し、コーチの養成を行っており、国際コーチ連盟（ICF）の認定を受けている。
2008年に設立。所在地は東京都港区。